# Scott Duffy
Scott Duffy (...) è un ex giocatore di football americano statunitense che ha giocato come offensive lineman.
Dopo aver giocato per la squadra universitaria degli Waseda Big Bears ha firmato nel 2012 con i Panasonic Impulse.